# Kalendarium historii Timoru Wschodniego

Królestwo Madżapahit

Herb Timoru Portugalskiego

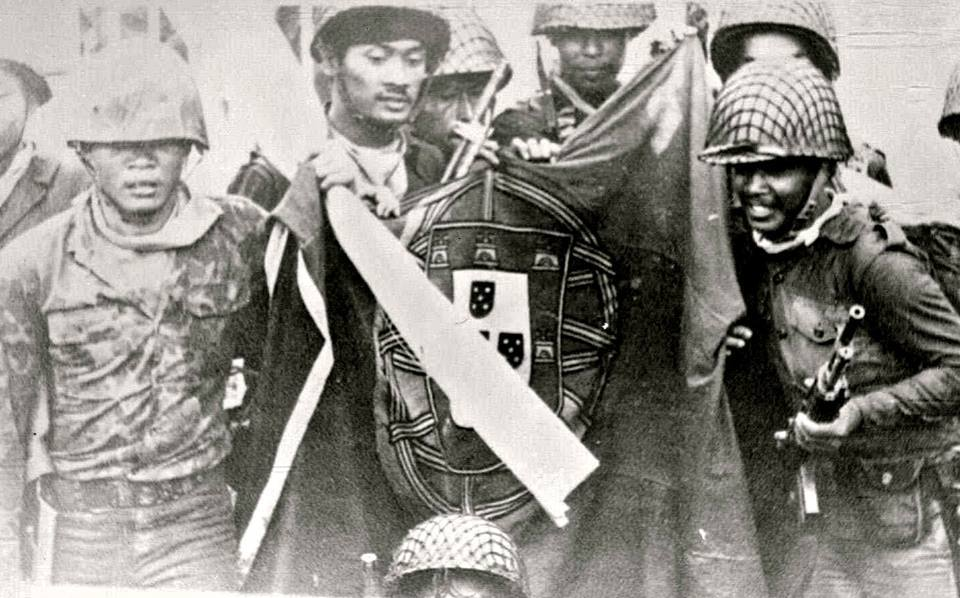
Żołnierze indonezyjscy w Timorze Wschodnim

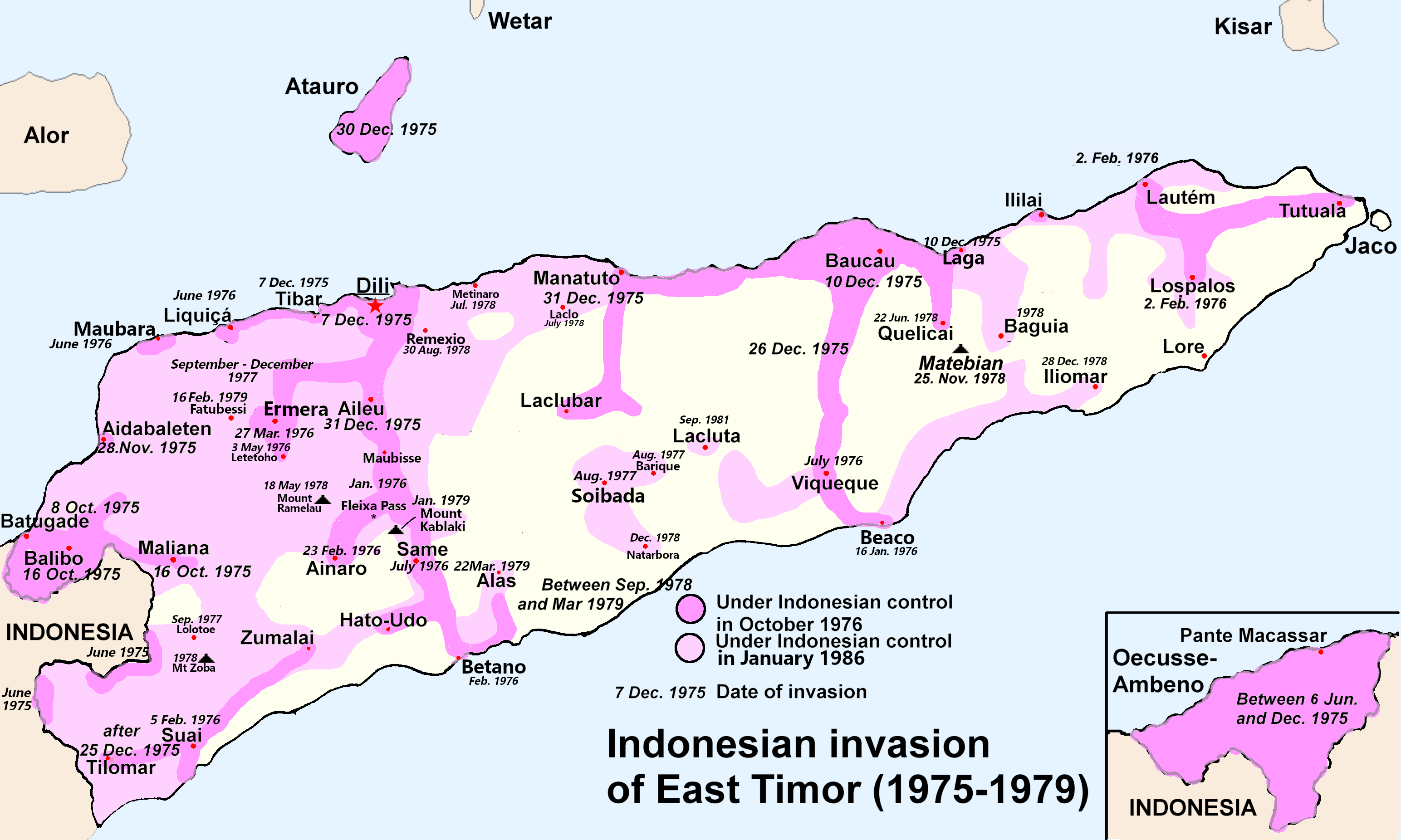
Indonezyjska inwazja na Timor Wschodni

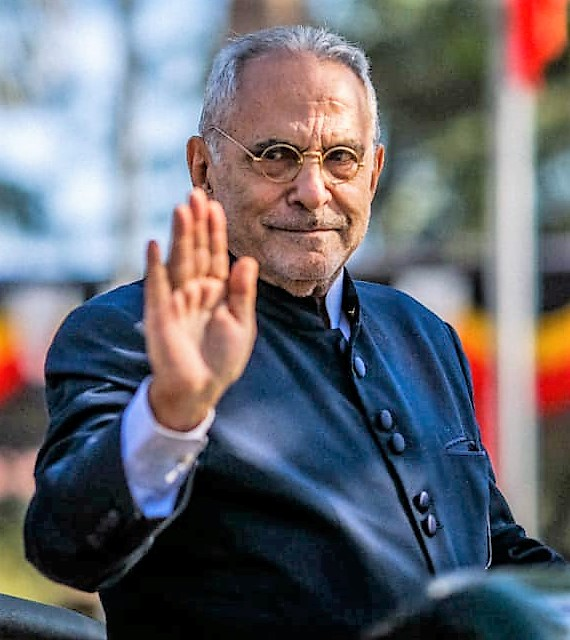
José Ramos-Horta

Kalendarium historii Timoru Wschodniego – uporządkowany chronologicznie, począwszy od czasów najdawniejszych aż do współczesności, wykaz dat i wydarzeń z historii Timoru Wschodniego.

## Czasy najdawniejsze
- XIII w. – powstała najstarsza zapiska o wyspie, przedstawiające Timor jako miejsce, z którego importowano drewno sandałowe[1].
- XIV w. – szczyt potęgi królestwa Madżapahit[2].
- XVI w. – Portugalczycy pojawili się na wyspie Timor[1].
- 1520 – orientacyjna data założenia Dili[3].
- 1702 – utworzenie kolonii Timor Portugalski[4].
- 1860 – traktat w Lizbonie. Podział Timoru na dwie części: zachodnią (dla Holandii) i wschodnią (dla Portugalii)[1].
- 1914 – w Hadze ustalono przebieg graniczny pomiędzy holenderską a portugalską częścią wyspy[1].
- 1942 – podbój Timoru przez Japonię[1].
- 1974 – powstała partia Socjalistyczny Związek Timoru (ASDT), która szybko przemieniła się we FRETILIN[1].
- 1974 – powstała Timorska Unia Demokratyczna (UDT)[1].
- sierpień 1975 – UDT przeprowadziła zamach stanu, zajmując najważniejsze miejsca w Dili[1].

## Indonezyjska inwazja i okupacja
- 28 listopada 1975 – FRETILIN proklamował niepodległość Timoru Wschodniego[1].
- 7 grudnia 1975 – wojska indonezyjskie wkroczyły do Timoru Wschodniego[1].
- lipiec 1976 – Indonezja zaanektowała Timor Wschodni (aneksji nie zaakceptował ONZ)[5].
- 1979 – uznanie indonezyjskiej okupacji Timoru Wschodniego przez Australię[6].
- 1996 – pokojowa nagroda Nobla dla José Ramosa-Horta i Carlosa Filipe Ximenes Belo[7].
- 30 sierpnia 1999 – referendum niepodległościowe, zwycięża opcja pełnej niezależności[8].
- 2001 – wybory parlamentarne, w których zwycięża FRETILIN[9].

## Niepodległość
- 2002 – Timor Wschodni ogłosił niepodległość[5]. Marí Alkatiri premierem.
- 2006 – kryzys polityczny, wycofanie misji UNOTIL, przejęcie jej obowiązków przez UNMIT[10].
- 2008 – próba puczu, poprzez nieudane zamachy na prezydenta José Ramos-Horta i premiera Xanana Gusmão[11].
- 2012 – wojska ONZ i oddziały Nowej Zelandii[12] wycofały się z Timoru Wschodniego[1].
- 21 marca 2020 – pierwszy przypadek COVID-19 w Timorze Wschodnim, jako część pandemii tej choroby[13][14].
- grudzień 2021 – trzęsienie ziemi[15].